# Église Notre-Dame-des-Récollets (Verviers)
Pour les articles homonymes, voir Église des Récollets.
L’Église Notre-Dame-des-Récollets est un édifice religieux catholique du XVIIe siècle, sis à Verviers (Belgique). Autrefois église des Franciscains Récollets elle est surtout connue aujourd’hui pour abriter la statue de ‘Notre-Dame des Récollets’, objet de dévotion et pèlerinages mariaux.

## Historique
Achevée en 1650, l’église tire son nom de la congrégation des Franciscains Récollets dont elle jouxtait le couvent. Le long bâtiment en moellons calcaires à nef unique a subi plusieurs restaurations et transformations. La dernière modification importante est l’ajout, en 1892, d’une tour-clocher adossée à la façade, créant au niveau du sol un espace qui est devenu la chapelle abritant la statue de Notre-Dame des Récollets. 

## Description
A l’intérieur, dans ce qui pourrait être le porche, on pénètre dans une chapelle de la Vierge-Marie, destinée aux pèlerinages et un ensemble de mobilier de qualité provenant de divers sanctuaires des régions verviétoise et liégeoise. 
L’église est surtout connue pour une célèbre statue de la 'Vierge noire' et de l’enfant sculptée au XVIIe siècle et qui se trouvait dans une niche sur la façade. Un miracle qui aurait eu lieu lors du tremblement de terre du 16 septembre 1692 a transformé la statue en objet de dévotion populaire.